# Oxalättiksyra

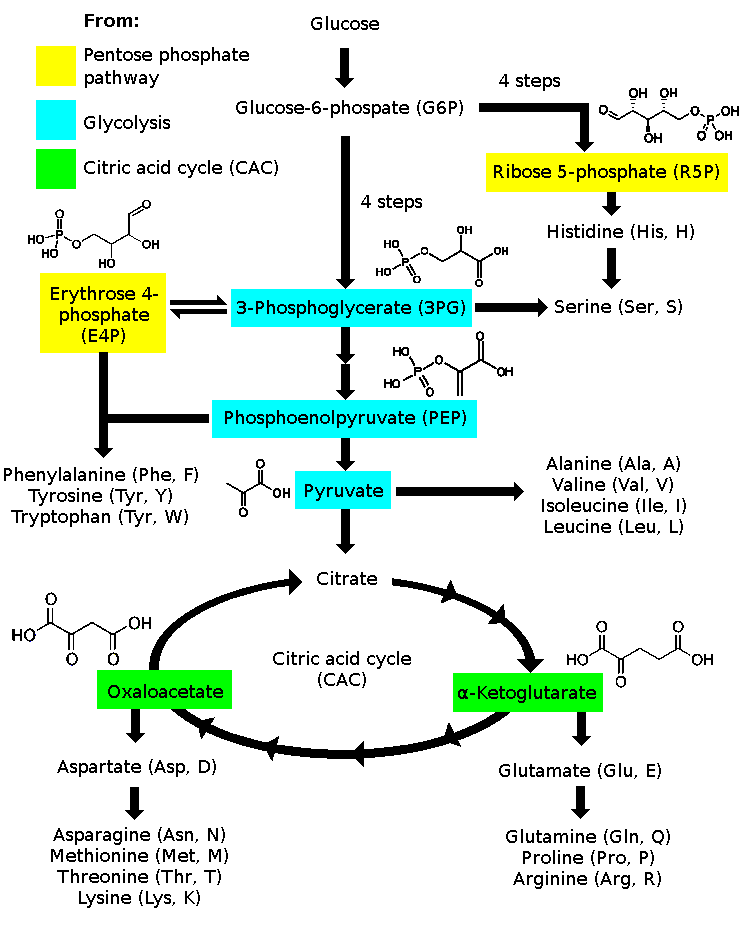
Oxalättiksyra och α-ketoglutarsyra bildar viktiga länkar mellan metabolismen av kolhydrater (genom citronsyracykeln) och proteiner (genom aminosyrorna).

Oxalättiksyra är en dikarboxylsyra och keton. Den förekommer hos alla levande organismer och är en viktig del i cellernas ämnesomsättning, då den på samma gång är både slutprodukten och en del av starten i citronsyracykeln. Den bildar vidare en viktig länk mellan metabolismen av kolhydrater, genom rollen i citronsyracykeln, och proteiner, genom att den kan transamineras till asparaginsyra. Den förekommer även  i glyoxylatcykeln och är ett viktigt mellanled i glukoneogenesen.
Oxalättiksyrans salter och anjoner kallas oxalacetat.

## Roll i citronsyracykeln
I citronsyracykeln bildas oxalättiksyra genom oxidation av äppelsyra (och reduktion av NAD+) enligt:
äppelsyra + NAD+ → oxalättiksyra + NADH + H+
Reaktionen katalyseras av enzymet malatdehydrogenas.
Oxalättiksyran förbrukas sedan genom att den reagerar med acetyl-koenzym A och bildar citronsyra.
oxalättiksyra + acetyl-CoA + H2O → citronsyra + CoA
Det enzym som katalyserar denna kondensation är citratsyntas.
Dessa båda reaktioner ingår också i glyoxylatcykeln.

## Andra reaktioner

### Pyrodruvsyra⇌{\displaystyle \rightleftharpoons }oxalättiksyra
Biosyntes av oxalättiksyra kan även ske från pyrodruvsyra, vätekarbonat och ATP, vilket kan ske i två steg via fosfoenolpyrodruvsyra (PEP):
Steg 1: pyrodruvsyra + ATP {\displaystyle \rightleftharpoons } fosfoenolpyrodruvsyra + ADP
Steg 2: fosfoenolpyrodruvsyra + HCO3- + H+ → oxalättiksyra + Pi
Summa: pyrodruvsyra + HCO3- + H+ + ATP → oxalättiksyra + ADP + Pi
Steg 1 katalyseras av pyruvatkinas och steg 2 av fosfoenolpyruvatkarboxylas. Hela processen kan också ske i ett steg katalyserat av pyruvatkarboxylas som aktiveras vid överskott av acetyl-CoA (vilket signalerar brist på oxalättiksyra).
Steg 2 är det "inledande" steget i C4-cykeln, medan nedanstående "modifikation" av steg 1 (katalyserad av pyruvatfosfatdikinas) "avslutar" densamma:
pyrodruvsyra + ATP + Pi → fosfoenolpyrodruvsyra + AMP + PPi
En "omvändning" av steg 2 ovan (en syntes av fosfoenolpyrodruvsyra från oxalättiksyra) kan också ske under katalys av fosfoenolpyruvatkarboxikinas (PEPCK) och konsumtion av ATP:
oxalättiksyra + ATP → fosfoenolpyrodruvsyra + ADP + CO2
varefter man kan få pyrodruvsyra genom jämvikten i steg 1.
I glukoneogenesen hos växter, svampar, olika typer av alger, många bakterier med flera sker syntesen av fosfoenolpyrodruvsyra från oxalättiksyra enligt ovan, men djur (och vissa bakterier) har en variant av PEPCK som i stället för ATP förbrukar GTP på samma sätt, det vill säga:
oxalättiksyra + GTP → fosfoenolpyrodruvsyra + GDP + CO2

### Transaminering
Oxalättiksyra kan även produceras/konsumeras vid transaminering enligt:
asparaginsyra + α-ketoglutarsyra {\displaystyle \rightleftharpoons } oxalättiksyra + glutaminsyra.
Denna reaktion bildar en viktig länk mellan kolhydrat- och proteinmetabolismerna och den ingår också i C4-cykeln (i vänsterriktning).

### Oxalättiksyra från citronsyra
Under katalys av enzymet ATP-citrat(pro-S)-lyas kan oxalättiksyra bildas från citronsyra (således omvänt mot i citronsyracykeln), vilket är ett viktigt steg i fettsyrabiosyntesen., enligt:
citronsyra + ATP + CoA → oxalättiksyra + acetyl-CoA + ADP + Pi